# Isabel de Anhalt
Isabel de Anhalt (Wörlitz, 7 de setembro de 1857 — Neustrelitz, 20 de julho de 1933) foi grã-duquesa de Meclemburgo-Strelitz. Depois da morte do seu irmão mais velho, o grão-duque Adolfo Frederico, herdou o "castelo de caça" de Prilvitz.

## Família
Isabel era a terceira criança e primeira filha do duque Frederico I de Anhalt e da sua esposa, a princesa Antónia de Saxe-Altemburgo. Os seus avós paternos eram o duque Leopoldo IV de Anhalt-Dessau e a princesa Frederica Guilhermina da Prússia. Os seus avós maternos eram o príncipe Eduardo de Saxe-Altemburgo e a princesa Amélia de Hohenzollern-Sigmaringen. Na família, a sua alcunha era "Elly".

## Casamento e descendência
No dia 17 de abril de 1877, Isabel tornou-se grã-duquesa hereditária de Meclemburgo-Strelitz quando se casou com o grão-duque herdeiro Adolfo Frederico em Dessau.
Após a morte do seu sogro no dia 20 de maio de 1904, tornou-se grã-duquesa de Meclemburgo-Strelitz quando o seu marido ascendeu ao trono.
Isabel e Adolfo Frederico tiveram quatro filhos:
- Maria de Meclemburgo-Strelitz (1878–1948) casou-se no dia 22 de junho de 1899 com o conde George Jametel de quem se divorciou a 31 de dezembro de 1908; casou-se depois no dia 11 de agosto de 1914 com o príncipe Júlio Ernesto de Lippe; com descendência.
- Juta de Meclemburgo-Strelitz (1880–1946) casou-se com o príncipe herdeiro Daniel do Montenegro; sem descendência.
- Adolfo Frederico VI de Meclemburgo-Strelitz (1882–1918) nunca se casou; sem descendência.
- Carlos de Meclemburgo-Strelitz (1888 – 1908); morto num duelo para defender a honra da irmã; sem descendência.

Em 1913, houve um incêndio no Castelo de Schwerin enquanto o duque, a duquesa e os seus convidados estavam a jantar. Toda a gente conseguiu sair do edifício sem ferimentos, apesar aparentemente o duque e a duquesa terem sido forçados a fugir através de faíscas quando tentavam sair. Os danos foram avaliados em US$ 750 000, que incluíam várias obras de arte, bem como salas importantes que foram completamente destruídas. Algumas pessoas culparam um criado vingativo pelo incêndio, apesar de um comunicado oficial da corte ter referido que se tinha tratado apenas de um problema eléctrico.
Adolfo Frederico morreu no ano seguinte, tornando Isabel na duquesa-viúva. Morreu em Neustrelitz no dia 20 de julho de 1933.
Quando morreu, o seu castelo de Prilvitz foi herdado pelas suas duas filhas, as únicas que lhe sobreviveram. Apenas Maria de Meclemburgo-Strelitz, a sua filha mais velha, tem descendentes nos dias de hoje.